# جندي مقيد
جندي مقيد هي سلسلة مانغا يابانية من تأليف تاكاهيرو ورسم يوهي تاكيمورا تصدر على موقع شونن جمب+ منذ يناير 2019 وتم عمل مسلسل أنمي من قبل سفين آركز سيعرض في عام 2023.